# 아나톨리 소프로노프

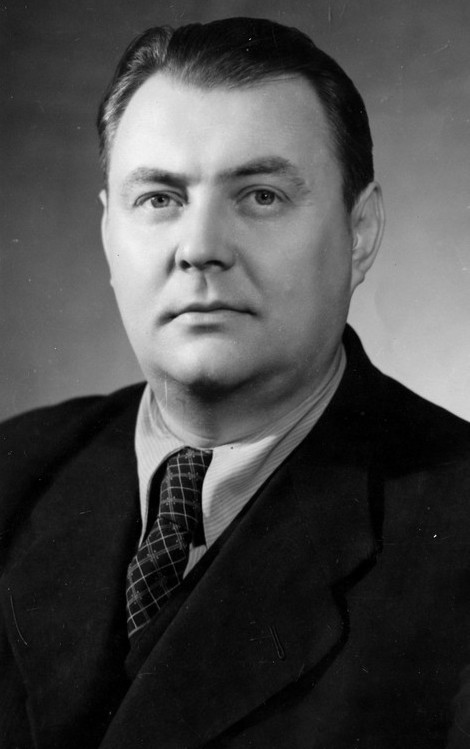

아나톨리 소프로노프(Anatoli Sofronov, 러시아어: Анато́лий Влади́мирович Софро́нов, 1911년 1월 19일 ~ 1990년 9월 9일)는 러시아의 극작가다.
처음에는 시인으로 출발했으나, 희곡 <어느 마을에서> <모스크바 기질(氣質)>(1948)로 극작가로 인정받았다. 이들 작품은 그 후의 작품 <돈> 등과 함께 여러 극장에서의 상연 목록에 들어가게 되었다.